# Hessische Katastervorbeschreibungen
Hessische Katastervorbeschreibungen (auch Specialbeschreibungen, Ortsbeschreibungen oder Einleitungen) sind wichtige Bestandteile von Katastern bzw. Rektifikationsakten hessischer Siedlungen. Die Katastervorbeschreibungen enthalten die Ergebnisse der bei der Rektifikation gemachten Untersuchungen und sind meist in der ersten Hälfte des 18. Jahrhunderts entstanden. Durch den streng schematischen Aufbau liefern die hessischen Katastervorbeschreibungen für jeden Ort vergleichbare Angaben.

## Aufbau und Inhalt
Auf staatliche Anweisung und nach einem einheitlichen Aufbau wurde für jeden Ort der Landgrafschaft Hessen-Kassel und später des Kurfürstentums Hessen Beschreibungen erstellt, die genaue Angaben über topographische, rechtliche, kirchliche, demographische, soziale und wirtschaftliche Verhältnisse geben. Diese sogenannten Lager-, Stück- und Steuerbücher hessischer Ortschaften werden Kataster bzw. Rektifikationsakten genannt. Diese und die sich darin befindenden Vorbeschreibungen waren somit Finanzverwaltungsakten. Aus hauptsächlich fiskalischem Interesse erfasste der Steuerstaat darin eine Fülle von Daten zur Erwerbstätigkeit und wirtschaftlichen Leistungsfähigkeit seiner steuerpflichtigen Untertanen, um die Steuerkraft des Landes optimal und so gerecht wie möglich ausschöpfen zu können.
Katastervorbeschreibungen bestehen aus ca. 50 Paragraphen und regeln die Abgabepflicht der betreffenden Siedlungen bis in Einzelheiten. Sie stehen „vor“ den Katastern und bestehen zum Teil aus ausformuliertem Text, zum Teil in Tabellenform. Beginnend mit der Ortslage und der historischen Entwicklung, werden Wege und Gewässer sowie Fischereigerechtigkeiten behandelt. Darauf folgt eine Aufzählung aller im Ort begüterten Grundherren mit dem Umfang ihrer Besitzungen und Rechte. Kirchen-, Schul-, Hospital- und Patronatsverhältnisse werden mit Berücksichtigung der Besoldungsverhältnisse genau beschrieben. Zudem ist der Gemeindebesitz, die Holz-, Mast- und Hudegerechtigkeit, die Schäferei und das Braurecht genannt. Zusammenfassend werden Wert und Mietzins der Häuser, die Anzahl ihrer Bewohner nach Männern, Frauen, Kindern, Knechten, Mägden und Gewerbetreibenden aufgeführt. Des Weiteren werden Mühlen und Wirtschaften behandelt, Wert und Ertrag der landwirtschaftlich genutzten Flächen und ihre Rechtsstellung zusammenfassend dargestellt, sowie Angaben über Fruchtmaß, Dienste, Zinsen, Zehntverhältnisse, Leibeigenschaft, Jagdgerechtigkeit, Gerichtsverhältnisse und Zollwesen gemacht. Abschließend finden sich in der Vorbeschreibung Angaben zur Grenzbeschreibung inklusive des Flächeninhalts des Ortes und seiner Gemarkung.

Aufbau einer hessischen Katastervorbeschreibung am Beispiel Borken 1777.
- § 1 Situation, Bäche und Brunnen, Fischereigerechtigkeit
- § 2 Passage
- § 3 Herrschaftlich und adelig zur Ritterkasse bloß steuerbare Güter
- § 4 Kirche und ius patronatus
- § 5 Freie Kirchen- und Kastengüter
- § 6 Hospitalia
- § 7 Freies Pfarrhaus, -güter, -besoldung und -akzidentien
- § 8 Freies Rektorshaus, -güter, -besoldung und -akzidentien
- § 9 Freies Schulhaus, -güter, - besoldung und -akzidentien
- § 10 Mineralia
- § 11 Stadtgebräuche
- § 12 Aktiv- und Passivschulden bei der Stadt
- § 13 Bau- und Brennholz
- § 14 Waldung und Maste
- § 15 Hude- und Weidegerechtigkeit
- § 16 Schäfereigerechtigkeit
- § 17 Braugerechtigkeit
- § 18 Erbauung, Wert und Miete derer Häuser
- § 19 Anzahl [der] Häuser und der darinnen befindlichen Menschen
- § 20 Mühlen
- § 21 Wirtschaft, Konsumtion und Branntweinsblasen
- § 22 Situatio: Qualitas intrinseca, Casus fortuiti, Qualitas moralis
- § 23 Grenzbeschreibung
- §§ 24–28 Fruchtaussaat und -ernte, wie auch Wert und Miete derselben
- § 29 Wiesenwachs, deren Wert und Miete
- § 30 Fruchtgemäß
- § 31 Zinsen
- § 32 Zehnten
- § 33 Dienste
- § 34 Heerwagen
- § 35 Messungen
- § 36 Ganzer Inhalt der Stadt und deren Feldmark
- § 37 Leibeigenschaft
- § 38 Zoll und Akzise
- § 39 Zivil- und Kriminaljurisdiktion, Hohe und niedere Jagd
- § 40 Steuerkapital eines Hauses ins andere
- § 41 Steuerkapital eines Ackers Land und Wiesen in den andern
- § 42 Sorten Land und Wiesen, auch deren Klassifikation
- § 43 Steuerkapital derer Hantierungen und Gewerbe
- § 44 Noch besonders remarquable Umstände, so in vorigen paragraphis nicht enthalten[12]

## Entstehungsgeschichte
Die Anfänge der hessischen Katastervorbeschreibungen finden sich für Hessen-Kassel schon im 16. Jahrhundert. Im Landtagsabschied, den „Treysaer Anschlägen“ vom 19. Dezember 1576, musste Haab und Guth dem Steuereinnehmer genannt werden. Diese Angaben wurden von den Beamten des Landesherrn in Register eingeordnet, die zusammengenommen als Steuerstock bezeichnet wurden. Ab 1656 nannte man diesen Catastrum.
Die hessischen Katastervorbeschreibungen, wie sie uns heute vorliegen, gehen auf die zweite Hälfte des 18. Jahrhunderts zurück. Wie andere frühmoderne Staaten bemühte sich auch die Landgrafschaft Hessen-Kassel ihre Verwaltung effektiver zu gestalten und versuchte deshalb eine genaue geographische, statistische und ökonomische Aufnahme des Ist-Zustandes vorzunehmen. In einer Verordnung vom 5. Mai 1769, und erneut am 17. Juni 1828 heißt es zur Entstehung und Fortschreibung der Kataster:
Die landschaftlichen Kataster bestehen in mehreren Exemplaren, dem Original, dem Duplikat und hinsichtlich der Landgemeinden dem Triplikat. Die Originalkataster befinden sich bei der obern Steuerbehörde, die Duplikate haben die Steuerinspektoren und beziehungsweise die Stadträte, denen das Ab- und Zuschreiben zukommt, in Verwahrung und die Triplikate befinden sich in der Verwahrung der Gemeindevorgesetzten.
In einer Verordnung von 1769 heißt es zudem: In den Städten soll zweimal jährlich, in den Dörfern 1x die Veränderungen ab- und zugeschrieben werden und in dem Duplikate notiert werden; in dem Triplikate aber, welches im Dorfe befindlich ist, kann der Grebe oder Richter jeden Orts auf Verlagen ab- und zuschreiben.
 Leider fehlen in den Quellen über die Anlage von Katastern alle Anweisungen über die Entstehung der Vorbeschreibungen der Orte, so dass lediglich auf die Texte selbst zurückgegriffen werden kann. Die Arbeit der Steuerbehörden endete nicht im 18. Jahrhundert, denn sie wurde bis in kurhessische Zeit bis zur Mitte des 19. Jahrhunderts fortgesetzt.

## Veröffentlichungen

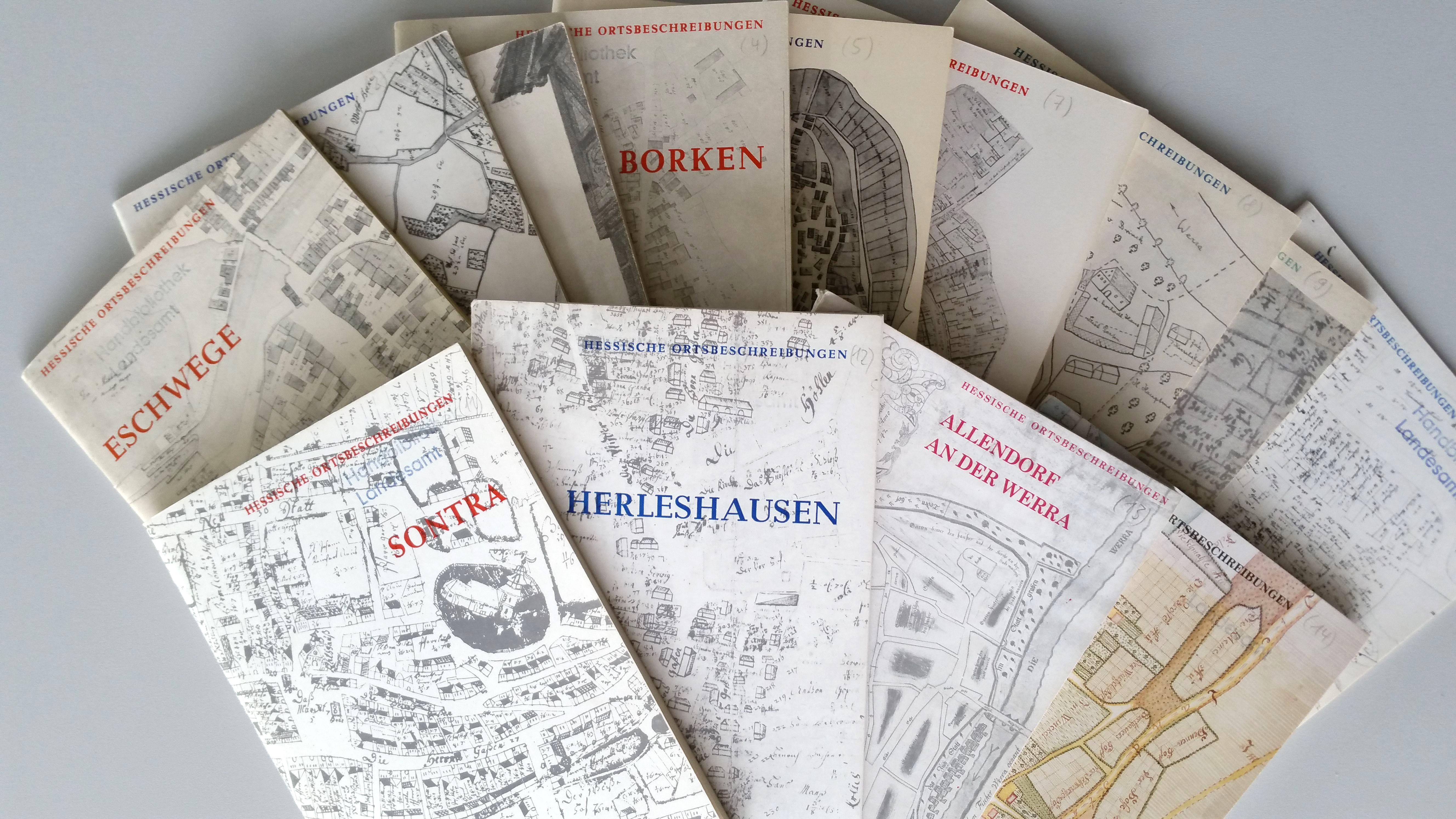
Hessische Ortsbeschreibungen,
Veröffentlichungen der Historischen Gesellschaft des Werralandes